# العوايسة
قرية العوايسة هي إحدى القرى التابعة لمركز سمالوط بمحافظة المنيا في جمهورية مصر العربية. حسب إحصاءات سنة 2006، بلغ إجمالي السكان في العوايسة 4645 نسمة، منهم 2308 رجال و2337 امرأة.